# Chodków (gromada)
Chodków (alt. Chodków Stary) – dawna gromada, czyli najmniejsza jednostka podziału terytorialnego Polskiej Rzeczypospolitej Ludowej w latach 1954–1972.
Gromady, z gromadzkimi radami narodowymi (GRN) jako organami władzy najniższego stopnia na wsi, funkcjonowały od reformy reorganizującej administrację wiejską przeprowadzonej jesienią 1954 do momentu ich zniesienia z dniem 1 stycznia 1973, tym samym wypierając organizację gminną w latach 1954–1972.
Gromadę Chodków z siedzibą GRN w Chodkowie (Starym) utworzono – jako jedną z 8759 gromad na obszarze Polski – w powiecie sandomierskim w woj. kieleckim, na mocy uchwały nr 13j/54 WRN w Kielcach z dnia 29 września 1954. W skład jednostki weszły obszary dotychczasowych gromad Chodków Stary, Chodków Nowy, Piaseczno, Bogoria i Gągolin ze zniesionej gminy Łoniów oraz wieś Kępa Nagnajewska z dotychczasowej gromady Przewłoka ze zniesionej gminy Koprzywnica w tymże powiecie. Dla gromady ustalono 13 członków gromadzkiej rady narodowej.
31 grudnia 1960 z gromady Chodków wyłączono wsie Bogoria i Gągolin, włączając je do gromady Świniary w tymże powiecie, po czym gromadę Chodków włączono do powiatu tarnobrzeskiego w woj. rzeszowskim, wzmocniając ją tam dodatkowo o wieś (i osadę) Przewłoka (włączoną tego samego dnia do powiatu tarnobrzeskiego i woj. rzeszowskiego z gromady Koprzywnica w powiecie sandomierskim w woj. kieleckim).
Gromada przetrwała do końca 1972 roku, czyli do kolejnej reformy gminnej.